# Chelosphargis
Chelosphargis is een geslacht van uitgestorven schildpadden. Het leefde in het Laat-Krijt (Santonien, ongeveer 85 miljoen jaar geleden) en zijn fossiele overblijfselen zijn gevonden in Noord-Amerika.

## Naamgeving
De fossielen van dit dier werden ontdekt in Alabama en voor het eerst beschreven in 1908 door Oliver Perry Hay, die ze benoemde als de soort Protostega advena, vanwege het over het algemeen vergelijkbare uiterlijk en de verhoudingen van de schedel die bijna identiek zijn aan de typesoort Protostega gigas. Advenus betekent 'onlangs erbij gekomen'. 
Een herbeschrijving van de talrijke bekende exemplaren, gemaakt door Rainer Zangerl in 1953, bracht voldoende verschillen aan het licht om de oprichting van het nieuwe geslacht Chelosphargis te veroorzaken. De geslachtsnaam combineert een verwijzing naar de Chelonia met de oude geslachtsnaam voor de lederschildpad, Sphargis.
Het holotype KU (VP) 1209, een schild, is in Kansas gevonden in de Niobraraformatie, een zeeafzetting. Talrijke fossielen zijn aan de soort toegewezen.

## Beschrijving
Chelosphargis moet hebben geleken op de huidige onechte karetschildpad (de zeeschildpad Caretta caretta). De afmetingen waren vergelijkbaar met die van de huidige vormen. De schedel bezat een rechte en stompe snavel voor de bovenkaak; de voorhoofdsbeenderen waren groot en begiftigd met zijuitsteeksels richting de randen van de oogkassen. Het otische en exoccipitale gebied, dus de oorzones en het bovenste achterhoofd, leek erg op dat van de huidige zeeschildpadden. De mandibulaire symphysis, de voorste vergroeiing van de onderkaken, was lang, zelfs bij de juveniele exemplaren. Er was een lage maar scherpe sagittale middenkam op het vermalende oppervlak van de onderkaak. De juveniele exemplaren hebben een pantser met laterale fontanellen. De neuralia, de platen over de wervelkolom, vormden een lage en stompe kiel in het centrale deel. De perifere rand van het pantser was glad (Zangerl, 1953).

## Fylogenie
Zangerl verenigde deze vorm en een andere soortgelijke (Calcarichelys) in de onderfamilie Chelospharginae, binnen de familie van de Protostegidae (een groep zeeschildpadden uit het Krijt, meestal groot van formaat). Een cladistische analyse uitgevoerd door Hooks in 1998 toonde aan dat het taxon Chelospharginae parafyletisch was (dat wil zeggen: bestaande uit een stamreeks van steeds verder geëvolueerde vormen die basaal is aan andere protostegiden en dus niet speciaal aan elkaar verwant zijn). Chelosphargis wordt momenteel beschouwd als het meest basale geslacht van de Protosteginae.